# Rio Verde (Brésil)
Rio Verde est une ville brésilienne de l'État de Goiás. Sa population était estimée à 207 096 habitants en 2015. La municipalité s'étend sur 8 388 km2. La plaine du Rio Verde est située dans la partie centrale du Sud de l'État de San Luis Potosi, à moitié chemin entre les plaines côtières Huasteca et les hautes terres de San Luis Potosi. L'occupation du terrain coïncide avec un "optimum" climatique d'humidité. Trois auteurs ont suggéré des dates variées pour la période d'occupation des tribus sédentaires dans la région: W. Du Solier (900-1350 apr. J.-C.)| N. P. Troike (600-1000 apr. J.-C.)| D. P. Heldman (900-1200 apr. J.-C.).

## Maires
| Période | Période | Identité                   | Étiquette | Qualité |
| ------- | ------- | -------------------------- | --------- | ------- |
| 2009    | 2012    | Juraci Martins de Oliveira | DEM       |         |

## Personnalités liées
- Heuler Cruvinel (né en 1978), homme politique brésilien